# Sinbad (goélette)
Pour les articles homonymes, voir Sinbad.
Le Sinbad est un ancien chalutier-thonier restauré, et remis à l'eau avec un gréement de goélette.

C'est un voilier associatif de promenade. Son port d'attache actuel est Bordeaux

## Histoire
Ancien thonier des chantiers Bénéteau de Saint-Gilles-Croix-de-Vie, il a été acquis  en 2005, en état d'épave, par Mr et Mme Sainrames .

Après une restrauration, il est remis à l'eau et propose des balades en mer.
Il a participé aux Les Tonnerres de Brest 2012.